# Dorothée de Lorraine
Dorothée de Lorraine (24 mai 1545 - 2 juin 1621) est une princesse de la maison de Lorraine par naissance et une duchesse de Brunswick-Lünebourg-Calenberg par mariage.

## Biographie
Née au château de Deneuvre, elle est le troisième enfant et la deuxième fille du duc François Ier de Lorraine et de Christine de Danemark. Ses grands-parents paternels sont Antoine, duc de Lorraine et Renée de Bourbon-Montpensier ; ses grands-parents maternels sont Christian II, roi de Danemark et Isabelle d'Autriche, sœur de l'empereur Charles Quint. Elle naît handicapée et boitera toute sa vie, ce qui est attribué à l'inquiétude développée par sa mère pendant sa grossesse, sachant que celle-ci se retrouve veuve un mois après la naissance de son dernier enfant.  
Son père meurt donc l'année de sa naissance et sa mère et son oncle Nicolas, comte de Vaudémont, deviennent régents pour son frère aîné, Charles III de Lorraine.  
Elle porte le prénom de sa tante maternelle, Dorothée de Danemark, femme de l'Électeur du Palatinat, Frédéric II. Durant une visite de sa tante et de son oncle en 1551, elle et sa sœur sont décrites comme étant toutes deux "d'adorables enfants, bien que la plus jeune soit boiteuse et ne puisse marcher, ce qui fit que son oncle et sa tante l'embrassèrent avec plus de tendresse".  
Dorothée semble dotée d'un certain charme et d'une gaieté qui lui valent une profonde affection de la part de sa famille. Elle aide son frère à dessiner des jardins en terrasses, décorés de fontaines et d'orangeries, dans l'enceinte du palais ducal. Il donnera d'ailleurs son prénom à la cloche d'un nouveau clocher de Nancy en 1577. 
En 1552, le roi de France, allié aux princes protestants allemands, effectue son "Voyage d'Allemagne" et impose de facto son protectorat aux évêchés enclavés dans les duchés : Metz, Toul et Verdun. De passage à Nancy, le roi de France confie la régence au seul prince Nicolas et emmène à sa suite le jeune duc pour lui imposer une éducation française. Il reviendra dans ses États en 1559 après avoir été marié à la princesse Claude de France. 
La duchesse-douairière se retire avec ses filles d'abord à Deneuvre puis à Heidelberg et enfin à Bruxelles où elle fera montre de ses talent de diplomates. Les trois princesses ne reviendront en Lorraine qu'en 1559 quand leur fils et frère aura retrouvé ses duchés.
En 1568, sa sœur, la princesse Renée de Lorraine, épouse le duc Guillaume V de Bavière.
En 1575, elle est présente au mariage du roi de France Henri avec sa cousine germaine, Louise de Lorraine-Vaudémont, à Reims. 

### Mariages
La princesse Dorothée épouse le 26 novembre 1575 à Nancy le duc Éric II de Brunswick, un vieil ami de sa famille, veuf depuis peu après un mariage malheureux avec Sidonie de Saxe, mais leur union reste stérile. En 1578, elle accompagne l'expédition menée par son mari pour soutenir Don Juan d'Autriche à Namur. La même année, Éric est envoyé par le roi Philippe II d'Espagne conquérir le Portugal et Dorothée s'installe à la cour d'Espagne, devenant une amie personnelle du roi. Ce dernier ordonne qu'une partie du salaire de son mari lui soit versée directement et lui accorde des dons personnels, une patente pour exploiter des mines d'or et enfin, en fait avec son mari, l'héritière de la propriété que possède la mère de la princesse à Tortone, en Italie. 
En 1582, Dorothée persuade Granvelle de recommander son mari pour le poste de vice-roi de Naples mais celui-ci meurt en 1584. Le duché passe alors  à Jules de Brunswick-Wolfenbüttel.
Dorothée rejoint sa mère à Tortone puis, en 1589, accompagne sa nièce Christine de Lorraine de Lyon à Marseille, où doit se dérouler son mariage avec le grand-duc de Toscane.
En 1597, elle se remarie avec un noble franc-comtois, Marc de Rye de la Palud, Marquis de Varambon, comte de la Roche et de Villersexel, qui meurt un an plus tard, en décembre 1598. En 1608, elle retourne en Lorraine pour assister son frère sur son lit de mort et finira sa vie sur sa terre d'origine, où elle meurt à l'âge de 76 ans, en 1621. 
Elle repose à l'église des Cordeliers à Nancy.

## Voir également
- Duché de Brunswick-Lunebourg
- Liste des princesses de Lorraine